# Khrissa Kuveliotu
Khrissa Kuveliotu (grec: Χρύσα Κουβελιώτου)  (Atenes, 1956) és una astrofísica grega. És professora a la Universitat George Washington i tecnòloga superior, i astrofísica d'alta energia retirada al Centre de Vol Espacial Marshall de la NASA a Huntsville (Alabama, USA).

## Joventut i educació
Kuveliotu es va llicenciar en física en la Universitat d'Atenes (Grècia), el 1975, i va obtenir el seu màster en ciències a la Universitat de Sussex (Anglaterra), el 1977. Va rebre el seu doctorat en astrofísica el 1981 a la Facultat de Tecnologia de la Universitat Tècnica de Múnic (Alemanya), sota la supervisió de Klaus Pinkau.
Va ser professora del Departament de Física de la Universitat d'Atenes abans de continuar treballant de recerca als Estats Units d'Amèrica.

## Carrera professional
Kuveliotu es va unir al Centre de Vol Espacial Marshall de la NASA el 1991, donant suport inicialment a l'equip d'astrofísica de raigs gamma. Les seves nombroses contribucions als camps de l'astronomia i l'astrofísica han ampliat la comprensió científica dels fenòmens transitoris i fugaços a la Via Làctia i a tot l'Univers. A més de determinar les propietats úniques de les emissions altament energètiques dels esclats de raigs gamma, els esdeveniments còsmics més brillants i poderosos mai documentats, Kuveliotu va formar part de l'equip que el 1997 va revelar la naturalesa extragalàctica d'aquestes fonts. El 1998, ella i el seu equip també van fer la primera detecció confirmada d'estrelles de neutrons ultradenses anomenades magnetars, les cendres d'estrelles que queden després d'una supernova. El 2015 es va traslladar com a professora de física a la Universitat George Washington (GWU). Actualment és la presidenta del Departament de Física de la GWU.

## Premis i reconeixements
El 2002, va ser l'única representant estatunidenca a l'equip internacional que va rebre el Premi Descartes d'Astrofísica, que reconeix els avenços científics de la recerca col·laborativa europea en qualsevol camp científic.
El 2003, va compartir el Premi Bruno Rossi pel seu treball sobre magnetars, que atorga anualment la divisió d'Astrofísica d'Altes Energies de l'American Astronomical Society (AAS).
El 2005, va rebre el premi NASA Space Act, que reconeix i premia les contribucions científiques o tècniques destacades importants per a la missió de la NASA.
El 2012 va rebre el Premi Dannie Heineman d'Astrofísica, així com la Medalla de Servei Excepcional de la NASA, la forma més alta de reconeixement de la NASA atorgada a un empleat del govern que, amb un servei, habilitat o visió distingits, ha contribuït personalment a l'avenç de la NASA dels interessos dels Estats Units d'Amèrica; el mateix any va ser nomenada una de les 25 persones més influents de l'espai per la revista Time.
El 2013 va ser escollida membre de l'Acadèmia Nacional de Ciències dels Estats Units d'Amèrica i el 2016 a l'Acadèmia de les Arts i les Ciències dels Estats Units d'Amèrica.
El 2015 va rebre per part del govern grec el premi de Comandant de l'Orde d'Honor, per l'excel·lència en ciència.
Va ser escollida membre estrangera de la Reial Acadèmia d'Arts i Ciències dels Països Baixos el 2015, així com membre estrangera de l'Acadèmia d'Atenes (Grècia) el 2016.
Va ser escollida Legacy Fellow de l'American Astronomical Society el 2020.
El 2021 va rebre el premi Shaw (conjuntament amb Victoria M. Kaspi).
El 2022 va ser escollida membre del Consell Científic del Consell Europeu d'Investigació.

## Vida personal
Kuveliotu va ser casada amb l'astrofísic Jan van Paradijs.